# Bob Neloms
Robert James „Bob“ Neloms (* 2. März 1942 in Detroit; † 28. Juli 2020 in Royal Oak (Michigan)) war ein amerikanischer Pianist des Modern Jazz und Musikpädagoge.

## Leben und Wirken
Neloms erhielt ab dem fünften Lebensjahr Klavierunterricht und spielte in seiner Jugend in Country-&-Western-Bands. 1959 erhielt er ein Stipendium des Down Beat, mit dem er das Berklee College of Music besuchte. Von 1961 bis 1963 arbeitete er als Studiomusiker für Motown. Anschließend war er an der Westküste aktiv, gründete in San Francisco die Jazzrock-Band The Flower und trat auch mit Sly Stone auf. 1969 und 1970 setzte er seine Studien am Berklee College fort, um dann weiter in der Gegend von Boston tätig zu sein. 1973 zog er nach New York City, wo er zunächst bei Roy Haynes und bei Pharoah Sanders arbeitete sowie mit Pepper Adams und Clifford Jordan. In seinen eigenen Bands arbeiteten häufig Ricky Ford, Eddie Henderson und Bob Mover.
Anfang 1977 wurde er Mitglied der Band von Charles Mingus, mit dem er auf Tournee ging (In Argentina: The Buenos Aires Concerts) und an dessen letzten Alben er mitwirkte, wie Three or Four Shades of Blues und Cumbia & Jazz Fusion. Dann gehörte er zur ersten Ausgabe der Mingus Dynasty (Album unter dem Namen von Dannie Richmond 1980) und arbeitete mit Billy Bang/Ahmed Abdullah, Allen Lowe James Newton, Abbey Lincoln, Mario Escalera, Buddy Tate und Hamiet Bluiett (Dangerously Suite, Soul Note). 1981 nahm er für India Navigation ein Soloalbum auf. Im Bereich des Jazz war er laut Tom Lord zwischen 1976 und 1985 an 26 Aufnahmesessions beteiligt, zuletzt mit Allen Lowe (For Poor B.B. and Others). Ab Mitte der 1980er Jahre war er hauptsächlich als Musiklehrer aktiv, trat aber gelegentlich als Solist und im Duo mit dem Bassisten Vishnu Wood in New York auf, u. a. im Jazz Forum am Cooper Square. Er lebte in Birmingham (Michigan).

## Diskographische Hinweise
- Bobby Neloms (Bai Records, 1963)
- Pretty Music (India Navigation, 1981)

## Lexigraphische Einträge
- Leonard Feather, Ira Gitler: The Biographical Encyclopedia of Jazz. Oxford University Press, New York 1999, ISBN 0-19-532000-X.